# Walter Ramme
Walter Ramme (* 28. Januar 1895 in Glentorf; Todesjahr unbekannt) war ein deutscher Schwimmer.

## Karriere
Ramme, der für den MTV Braunschweig startete, nahm 1912 im 100-Meter-Freistilwettbewerb an den Olympischen Spielen in Stockholm teil. Im Finale belegte er den fünften Platz.
1913 wanderte Ramme in die USA aus, am 22. Januar 1915 stellte er mit dem New York Athletic Club in der Staffel einen Amateurweltrekord auf.

## Team 1915
| Datum           | Disziplin     | Ort                                         | Mannschaft                                                                                   |
| --------------- | ------------- | ------------------------------------------- | -------------------------------------------------------------------------------------------- |
| 22. Januar 1915 | 4 × 50 Yards  | Mercury Foot Natatorium                     | Walter Ramme, Harry O’Sullivan, James A. Reilly, Robert Bennett (Rekordstaffel)              |
| 10. März 1915   | 5 × 50 Yards  | Rutgers College, New Brunswick (New Jersey) | Walter Ramme, H. E. Vollmer, N. T. Nerich, Harry O’Sullivan, Robert Bennett                  |
| 10. März 1915   | 6 × 50 Yards  | Rutgers College, New Brunswick (New Jersey) | Walter Ramme, H. E. Vollmer, N. T. Nerich, Harry O’Sullivan, Robert Bennett, James A. Reilly |
| 08. April 1915  | 5 × 100 Yards | New York City                               | Walter Ramme, H. E. Vollmer, N. T. Nerich, Harry O’Sullivan, J. C. Wheatley                  |
| 08. April 1915  | 1 Meile       | New Jork City                               | 17 Mann                                                                                      |